# Benny Fredriksson

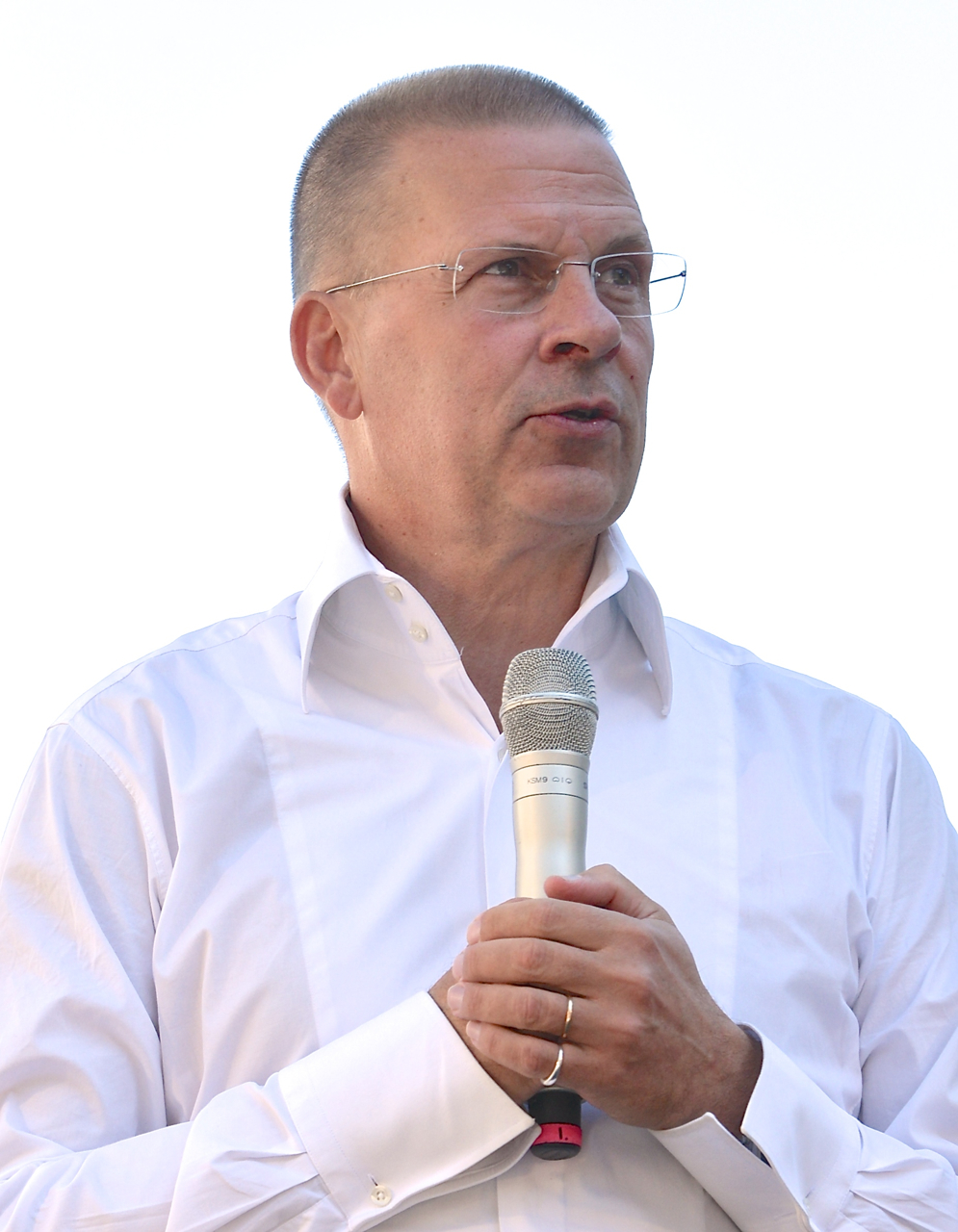
Benny Fredriksson (2013)

Benny Holger Fredriksson (* 2. Juli 1959 in Hägersten, Schweden; † 17. März 2018 in Sydney, Australien) war ein schwedischer Schauspieler, Theaterdirektor und Geschäftsführer der Kulturhuset Stadsteatern in Stockholm. Nach anonymen Beschuldigungen der #metoo-Bewegung, die sich später als haltlos erwiesen, wählte er den Freitod.

## Leben
Fredriksson studierte von 1979 bis 1982 an der  Nationalen Hochschule für Schauspielkunst in Stockholm. Im Alter von 16 Jahren war er Kartenverkäufer im Stockholmer Stadttheater (Stockholms stadsteater). Nach seinem Studium arbeitete er als Schauspieler und Regisseur an der Königlichen Oper, am Göteburger Stadttheater, dem Riksteatern, dem Schlosstheater Drottningholm und dem Stockholmer Stadttheater. Später war er künstlerischer Leiter am Parkteatern und Ensemblechef am Stockholmer Stadttheater, bevor er 2002 Geschäftsführer und Theaterdirektor am Stockholmer Stadttheater wurde.
Nachdem Frederiksson im Rahmen der #MeToo-Debatte scharfe Kritik für seinen angeblich harten Führungsstil erfahren hatte und in einem Artikel des Aftonbladet beschuldigt worden war, ein Betriebsklima geduldet zu haben, in dem Mitarbeiter sexuell belästigt worden seien, wies er die Vorwürfe entschieden zurück. Kurze Zeit danach trat Fredriksson im Dezember 2017 nach 16 Jahren als Geschäftsführer zurück. Die Stadt Stockholm setzte eine Untersuchungskommission ein. Deren Abschlussbericht wurde am 22. März 2018, mehrere Tage nach Bekanntwerden seines Todes, veröffentlicht. Darin heißt es zwar, dass einige Mitarbeiter tatsächlich unzufrieden mit Fredrikssons Führungsstil gewesen sein sollen. Für sexuelle Belästigungen findet der Bericht keine Belege. Kurz zuvor hatte Benny Frederiksson Suizid begangen.
Sein Tod löste in Schweden eine Diskussion über #MeToo und das Boulevardblatt Aftonbladet aus. Letzteres hatte anonyme Anschuldigungen gegen ihn verbreitet, die, wie eine spätere Untersuchung ergab, haltlos waren. Auch die Kulturchefin des Aftonbladets selbst, Åsa Linderborg, musste nach Fredrikssons Tod zugeben, eine falsche Anschuldigung gegen Frederiksson verbreitet zu haben.

## Privates
Fredriksson wuchs in einem Arbeiterhaushalt in Hägersten als Sohn des Taxifahrers Nils Holger Fredriksson und der Putzkraft Ulla Maria Fredriksson auf.  Von 1989 bis zu seinem Tod 2018 war er mit Anne Sofie von Otter, Schwedens namhaftester Mezzosopranistin, verheiratet. Am 17. März 2018 tötete Fredriksson sich während eines Urlaubs im australischen Sydney selbst.

## Auszeichnungen
Benny Fredriksson war Stockholmer des Monats im Oktober 2003.

## Filmografie
- Sammansvärjningen (Fernsehserie, 1986)
- Kära farmor (Fernsehserie, 1990)

## Theater

### Rollen (Auswahl)
| Jahr | Rolle            | Titel                           | Regie               | Theater                |
| ---- | ---------------- | ------------------------------- | ------------------- | ---------------------- |
| 1983 | Nick             | Vem är rädd för Virginia Woolf? | Lennart Kollberg    | Riksteatern            |
| 1991 | Förmannen Arthur | Minns du den stad               | Johan Bergenstråhle | Stockholms stadsteater |
| 2015 | F.d. Rektor      | Vågen                           | Carolina Frände     | Stockholms stadsteater |

### Regie (Auswahl)
| Jahr | Titel               | Autor            | Theater                |
| ---- | ------------------- | ---------------- | ---------------------- |
| 1994 | Himmelske Händel    | Ture Rangström   | Drottningholmsteatern  |
| 1995 | Det är från polisen | J.B. Priestley   | Stockholms stadsteater |
| 1997 | Vinterkärlek        | David Hare       | Riksteatern            |
| 1999 | Piaf                | Pam Gems         | Stockholms stadsteater |
| 2001 | Systrarna           | Per Olov Enquist | Stockholms stadsteater |